# Abyssocomitas
Abyssocomitas é um gênero de gastrópodes pertencente a família Pseudomelatomidae.

## Espécies
- Abyssocomitas kurilokamchatica Sysoev & Kantor, 1986[2]